# Virgo (fiskefartyg)
Virgo är ett tidigare fiskefartyg, som byggdes 1926 på Bröderna Olssons båtvarv i Skredsvik för fiske på Nordsjön.
Virgo beställdes av John Bolinius Adolfsson på Öddö och ägdes inom familjen Adolfsson till 1985. Hon gick i yrkestrafik till 1993. Skansen är i originalskick. 
Hon k-märktes 2003.